# エアバス

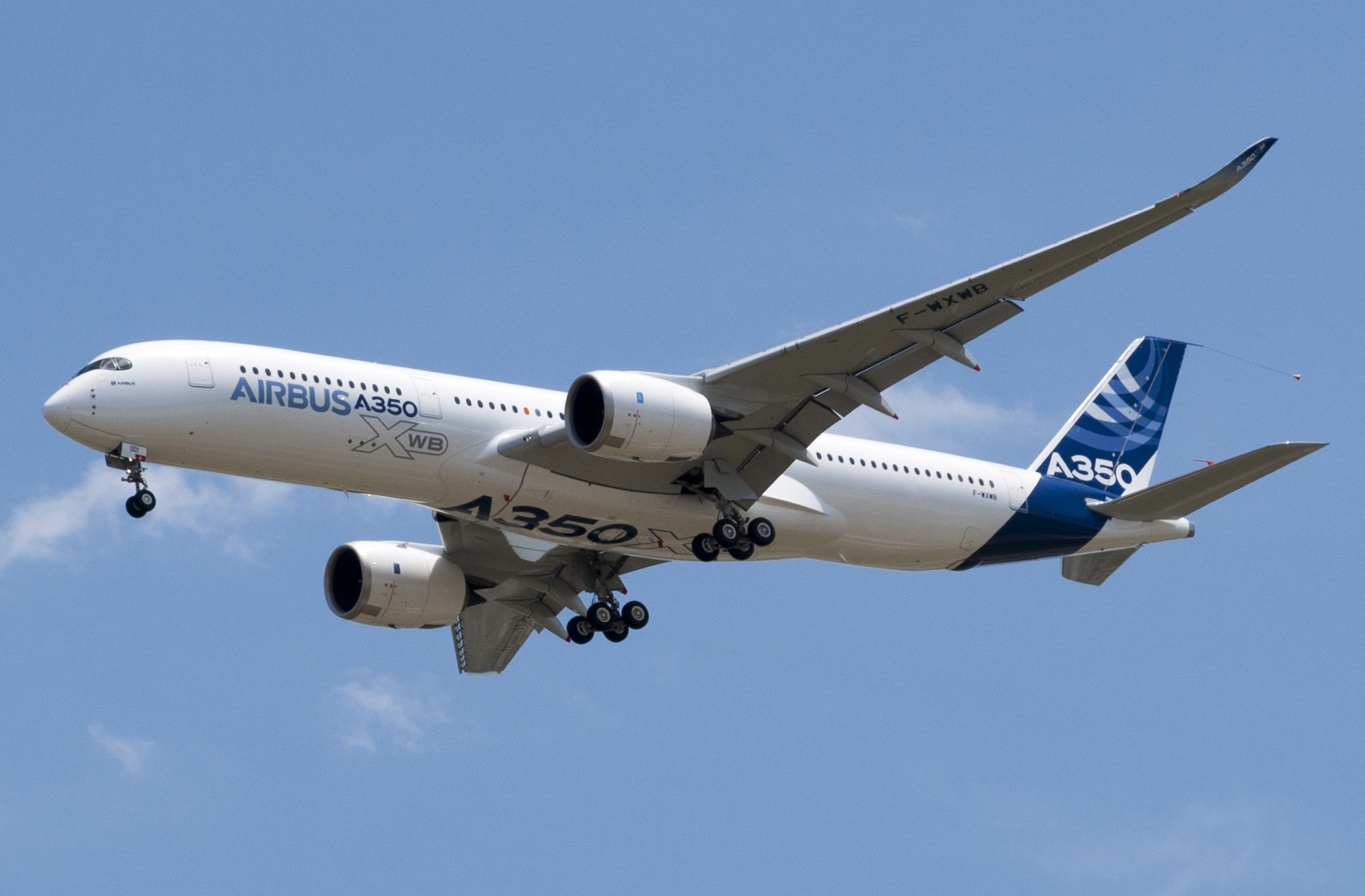
同社の最新鋭機 A350

セーシェル航空のエアバスA330-200

エアバス（仏: Airbus SE フランス語: [ɛʁbys] ( 音声ファイル) ドイツ語発音: [ˈɛːɐbʊs] 英語発音: [ˈɛərbʌs] ）は、ヨーロッパの航空宇宙企業。エアバスは民間航空機の設計、製造、販売を行い防衛部門、宇宙部門、ヘリコプター部門を持つ。
時価総額上位40銘柄を選出して構成されるCAC 40上場企業。アメリカのボーイング社と世界市場を二分する巨大企業である。2022年現在、エアバスの納入数は661機、480機の米ボーイングに大差をつけ、4年連続でボーイングを上回っている。
1960年代から続く、アメリカ企業の世界的な旅客機市場の寡占に対してヨーロッパ諸国が危機感を抱く中、1970年12月にフランスのアエロスパシアルと西ドイツのドイツ・エアバスによる共同出資で設立された。設立当初の名称はエアバス・インダストリーであったが、2001年に株式会社化されて現社名に変更された。2000年以降、民間航空機メーカーとしてのエアバスは航空防衛企業であるEADS（2014年にエアバス・グループに改名）の子会社であったが、2017年1月にエアバス・グループが子会社のエアバスを吸収合併し、存続会社名をエアバスに変更した。旅客航空機の製造販売を主な事業内容としており、アメリカのボーイングと市場を2分する巨大航空機メーカーとして世界市場で激しい競争を繰り広げている。
なおエアバスとは、広胴型機の隆盛の初期「バスのように気軽に利用できる飛行機の時代をいう」航空用語を、そのまま社名にしたものである。また、香港や台湾などでは「バス」の音の当て字で「空中巴士」（略して「空巴」とも）と表記されることが多い。

## 沿革
ジェット旅客機時代になり開発費の高騰などから、ヨーロッパの既存の各社が単独では、アメリカ合衆国の航空機メーカーであるボーイングやマクドネル・ダグラス（MD、現・ボーイング）、ロッキード（現・ロッキード・マーチン）への対抗が難しくなったことから、フランスのアエロスパシアル（現・エアバス）と西ドイツDASA（現・エアバス）が共同出資して1970年12月に設立され、中型機の製作に取り掛かった。これはのちにエアバスA300となる機体で、イギリスのブリティッシュ・エアロスペース (BAe) とスペインのCASA（現エアバス）も参加して4か国体制となった。
最初に完成したA300はノウハウ不足などから航続距離不足や信頼性不足などを指摘され、売上は苦戦。エアバスは膨大な赤字を抱えたが、フランスと西ドイツ政府の全面的な援助によって乗り切った。これをきっかけに技術力を大幅に高めたエアバスA320で大成功を収める。以後、急速に売上を伸ばしてマクドネル・ダグラスを追い抜き、ボーイングに迫るまでになった。
2000年7月10日に、以下の会社が合併してEADS（European Aeronautic Defence and Space Company）が誕生し、民間航空機を開発販売するエアバス・インダストリーはその傘下に入った。
- アエロスパシアル・マトラ（フランス）
- ダイムラー・クライスラー・アエロスペース (DASA)（ドイツ・アメリカ; 以前のMBB社）
- コンストルクシオネス・アエロナウティカス S.A. (CASA)（スペイン）

合併によりEADSはボーイングに次ぐ世界第2の航空宇宙企業となった。また、BAEシステムズに次ぐヨーロッパ第2の兵器製造会社となった。民間、軍用航空機に加え、ミサイル・宇宙ロケット・関連システムの開発、販売を行うようになった。
2001年にエアバスが完全に株式会社化し、組織体制の非難合戦は収束した。EADSは国際宇宙ステーション (ISS) の主要な貢献企業となり、EADSの一部門であるEADSスペーストランスポテーションにより設計・組立を行ったコロンバス実験モジュールが2008年2月11日より運用を開始した。シャトルの運用の問題もあり、計画は数年間の遅れを伴ったが、2006年にブレーメンからケネディ宇宙センターへエアバス ベルーガにて輸送された後、2008年2月7日にスペースシャトル・アトランティスのSTS-122にて打ち上げられた。
2013年7月31日に、EADSはエアバス・グループに名称を変更することが発表された。それまでは4部門制を採ってきたが、これを(1)商用機に特化したエアバス、(2)防衛・宇宙関連のエアバス・ディフェンス＆スペース、(3)エアバス・ヘリコプターズの大きく3部門へと改めた。2014年1月1日、EADSから社名が変更され、同年5月27日に、旧EADSからの社名変更を含む定款の改訂が株主総会で承認され、同年6月2日付で法的にも社名が「エアバス・グループ」になると発表された。エアバス・グループは当初オランダの公開会社としてN.V.の法的形態を採ったが、2015年に欧州会社法に基づき、SEへと移行した。
中華人民共和国の国有企業である中国航空工業集団公司との合弁で天津にEU域外では初の生産拠点を開設したのに続き、2015年には米国初の製造拠点も完成した。
2017年1月に、子会社のエアバスと合併し、社名をエアバスに変更した。
フランス政府と、ドイツのエアバス・グループ専門管理機構であるGesellschaft zur Beteiligungsverwaltungが、エアバス・グループのそれぞれ11％の株を保有している。

## ボーイングとの市場競争
アメリカの大型ジェット旅客機製造メーカーは合併、統廃合の結果、ボーイング1社のみとなった。ロッキードは1984年に旅客機から撤退、マクドネル・ダグラスは1997年7月31日にボーイングへ吸収された。現在、旧西側諸国で大型旅客機を製造しているのはボーイング、エアバスの二大メーカーだけであり、抜きつ抜かれつの熾烈な競争を繰り広げている。旧マクドネル・ダグラス機材ユーザーの多くがエアバスに鞍替えしたことなどから1999年には販売受注数で初めてボーイングに勝利し、新型機開発に関するボーイングの迷走を尻目に着実に販売数を伸ばした。しかし2005年に体勢を立て直したボーイングは787と747-8の開発を発表。さらに超大型機であるエアバスA380の生産の遅れが発表されると形勢は逆転した。市場シェアは2004年度54%、2005年度45%と減速しているが、2007年の売り上げでは再び逆転して首位に立った。

### 受注機数と納入機数

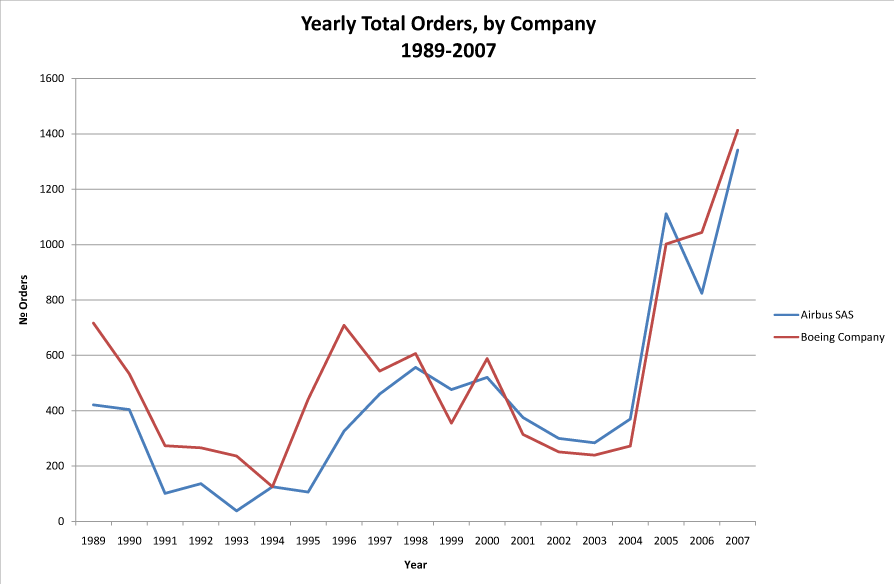
年間受注数
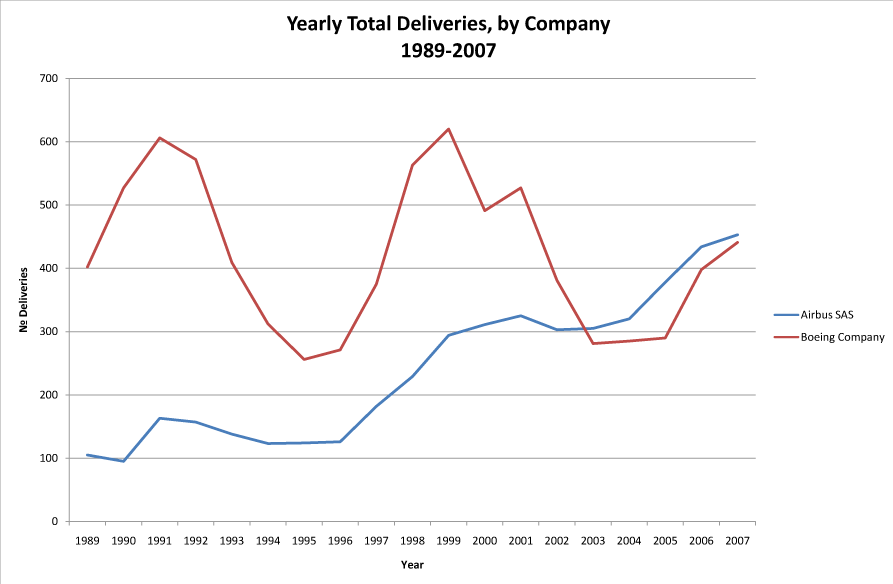
年間納入機数
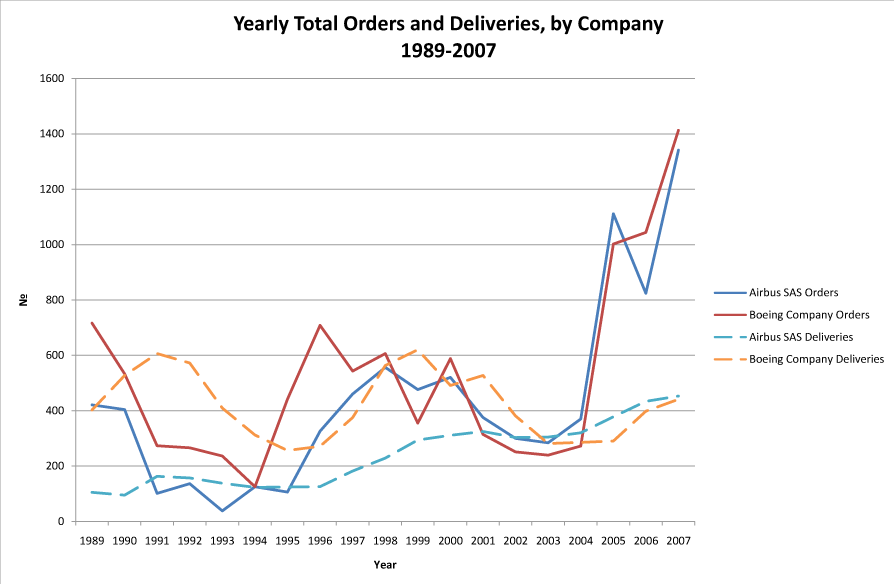
受注/納入を重ねたグラフ

| | 2011 | 2010 | 2009 | 2008 | 2007 | 2006 | 2005 | 2004 | 2003 | 2002 | 2001 | 2000 | 1999 | 1998 | 1997 | 1996 | 1995 | 1994 | 1993 | 1992 | 1991 | 1990 | 1989 |
| エアバス | 640  | 574  | 271  | 777  | 1341 | 824  | 1111 | 370  | 284  | 300  | 375  | 520  | 476  | 556  | 460  | 326  | 106  | 125  | 38   | 136  | 101  | 404  | 421  |
| ボーイング | 138  | 530  | 142  | 662  | 1413 | 1044 | 1002 | 272  | 239  | 251  | 314  | 588  | 355  | 606  | 543  | 708  | 441  | 125  | 236  | 266  | 273  | 533  | 716  |
| Sources 2008: Airbus orders until April 30: http://www.airbus.com/en/corporate/orders_and_deliveries/ Boeing orders until April 29. http://active.boeing.com/commercial/orders/index.cfm |      |      |      |      |      |      |      |      |      |      |      |      |      |      |      |      |      |      |      |      |      |      |      |

| | 2011 | 2010 | 2009 | 2008 | 2007 | 2006 | 2005 | 2004 | 2003 | 2002 | 2001 | 2000 | 1999 | 1998 | 1997 | 1996 | 1995 | 1994 | 1993 | 1992 | 1991 | 1990 | 1989 |
| エアバス | 258  | 510  | 498  | 483  | 453  | 434  | 378  | 320  | 305  | 303  | 325  | 311  | 294  | 229  | 182  | 126  | 124  | 123  | 138  | 157  | 163  | 95   | 105  |
| ボーイング | 222  | 462  | 481  | 375  | 441  | 398  | 290  | 285  | 281  | 381  | 527  | 491  | 620  | 563  | 375  | 271  | 256  | 312  | 409  | 572  | 606  | 527  | 402  |
| Sources 2008: Airbus deliveries until April 30: http://www.airbus.com/en/corporate/orders_and_deliveries/ Boeing deliveries until April 30. http://active.boeing.com/commercial/orders/index.cfm?content=displaystandardreport.cfm&optReportType=CurYrDelv |      |      |      |      |      |      |      |      |      |      |      |      |      |      |      |      |      |      |      |      |      |      |      |

- 年間受注数
- 年間納入機数
- 受注/納入を重ねたグラフ

## 部門

### 民航機（旅客機）
- 旧エアバス：2006年10月にBAEシステムズ保有の株式を買収して100%子会社としたがエアバスグループに吸収合併され、現在は新エアバスの一部門となっている。
- ATR：旧アエロスパシアルの持分を引き継ぎ、50%を保有。
- フォッカー - 1993年にDASAに完全子会社化されたが小型機部門は不振であったため1996年に倒産した。現在はサポート業務を引き継いでいる。

### ヘリコプター
- エアバス・ヘリコプターズ：(100%)　小～大型機まで手掛ける軍用・民間用ヘリコプターのメーカー。世界全体で約40%のシェアを持つ。

### 防衛・宇宙・セキュリティ
- エアバス・ディフェンス・アンド・スペース
  - A400M：ロッキード・マーティン C-130 ハーキュリーズと競合しているターボプロップ4発輸送機
  - A310 MRTT（参考 エアバスA310）
  - A330 MRTT（参考 エアバスA330）

### 宇宙産業
EADSの宇宙関連産業との関わりは以下のとおり：
- EADS アストリアムの100%株主（2003年1月30日にBAEシステムズから25%の株を買いとった）。
- EADS スペーストランスポテーションの100%株主。コロンバス実験モジュール、ATVなどを製造。
- EADS スペースサービスィズの100%株主。この企業は、パラダイムセキュアコミュニケーションズLtdという、軍事衛星運用会社が前身。イギリスの防衛省のために「スカイネット5」システムを運用している。
- アリアンスペースの株を28%保有。これは私企業の中では最大の割合。

### 防衛・安全保障システム

#### アビオニクス
- ディフェンスエレクトロニクス：EADSにセンサとアビオニクスを供給。

#### 軍用航空機
以下の企業の株を保有する：
- ダッソー・アビアシオン (45.76%) ：戦闘機 ラファールなどの軍用機のメーカー。
- ユーロファイター GmbH (46%) ：戦闘機 ユーロファイター タイフーンのメーカー。
- ユーロコプター：輸送、戦闘、哨戒等軍用のヘリコプターを生産。

#### ミサイル
- MBDA (37.5%)
- LFK

## 民間向け製品
エアバスの製品群は、1970年代初期に運航が開始された世界初の2列通路の双発機「エアバスA300」から始まった。A300の短胴型はエアバスA310として知られる。西ドイツとフランス政府の全面的な支援を受けたエアバスは、革新的なフライ・バイ・ワイヤ制御システムを備えたエアバスA320の計画を立ち上げた。1980年代後半に運航が開始されたA320は大手航空会社のみならず格安航空会社でも多数が導入され、商業的に大成功をおさめる。その後もビジネスジェット機需要の高まりを受け、エアバスA318及びエアバスA319等、短胴派生型（エアバス・コーポレイト・ジェット）を開発。延長型はエアバスA321として知られている。これらの新型機によってボーイング737型機の後期モデル（737-300・400・500の第2世代および737-600・700・800・900の第3世代=737NGシリーズ）は、激しい競争を強いられるようになった。
長距離路線向け製品であり、1990年代初期に運航が開始された双発のエアバスA330及びエアバスA340はウィングレットによって強化された有能な翼を備えている。A340-500はボーイング777-200LR型機（航続距離17,446 km）に次いで商業ジェット機で2番目に長距離である16,100 km（8,670マイル）の航続距離を持っている。
エアバスA380は世界最大の民間旅客機である。特徴は総二階建て構造で、ボーイング747に対抗するために開発された。しかしA380が殆ど納入数では終わりに近い2017年には改良型のA380plus型が発表され、航続距離が300km伸び、最大積載重量も3トン増えている一方で、ボーイング側では変更や改造を主眼とせず、貨物機を主体とした売り込みを行った。貨物型の受注を全て失っていたA380は製造機数で747に一向に追いつかない状態となり、2019年2月には、2021年をもって製造終了とすることを発表した。航空機市場は小型機のA320と737、又は中型機のA350と787との市場となり、今後は僅な注文で鎬を削る状態となった。
A350の長胴型であるA350-1000はボーイング777より軽く、且つ客席数も僅に多い事から、777の次世代型である777Xを現在ボーイングでは開発中である。エアバスより一歩遅れた開発力をボーイングでは今後挽回できるかが課題である。

### 航空機の仕様
| 航空機 | 特徴                                         | 座席数  | 開発開始   | 初飛行        | 初引き渡し | 生産終了   |
| ------ | -------------------------------------------- | ------- | ---------- | ------------- | ---------- | ---------- |
| A300   | エンジン2基、2列通路                         | 250-361 | 1969年5月  | 1972年10月    | 1974年5月  | 2007年7月  |
| A310   | エンジン2基、2列通路、A300型機を6.96 m短胴化 | 200-280 | 1978年7月  | 1982年4月     | 1985年12月 | 2007年7月  |
| A318   | エンジン2基、1列通路、A320型機を6.17 m短胴化 | 107     | 1999年4月  | 2002年1月     | 2003年10月 |            |
| A319   | エンジン2基、1列通路、A320型機を3.77 m短胴化 | 124     | 1993年6月  | 1995年1月     | 1996年4月  |            |
| A320   | エンジン2基、1列通路                         | 150     | 1984年3月  | 1987年2月     | 1988年3月  |            |
| A321   | エンジン2基、1列通路、A320型機を6.94 m 延長  | 185     | 1989年11月 | 1993年3月     | 1994年1月  |            |
| A330   | エンジン2基、2列通路                         | 253-295 | 1987年6月  | 1992年11月    | 1993年12月 |            |
| A340   | エンジン4基、2列通路                         | 261-380 | 1987年6月  | 1991年10月    | 1993年1月  | 2011年11月 |
| A350   | エンジン2基、2列通路                         | 270-412 | 2004年12月 | 2013年6月14日 | 2014年12月 |            |
| A380   | エンジン4基、2列通路(1,2階とも)、総2階建     | 555-853 | 2000年12月 | 2005年4月27日 | 2007年10月 | 2021年12月 |

エアバスは2006年をもってA300、A310の受注受付を中止して2007年7月に生産停止することを発表し、30年間に渡って生産されたA300とA310の従業員を他のラインへ配置転換する見込みである。もっともA310は1998年以降生産が止まっている。2019年2月にエアバスは、エミレーツ航空から受注変更を受けたことに伴い、2021年をもってA380の生産を終了することを表明した。2021年12月、エミレーツ航空向けの最終号機（MSN：272，登録記号：A6-EVS）の引き渡しをもって完納となり、14年間の生産に終止符が打たれた。なお、A380の生産終了をもって、エアバス社の民間航空機の製造ラインから四発エンジン機が姿を消すこととなった。
2016年1月現在、ボーイング787とボーイング777に対抗する大型ジェット旅客機A350も就航している。初期の設計ではA330をベースとしていたが、一部の航空会社から不満の声が出ており、機体の再設計を求める声が出てきた。そのため、A330とは別の新設計としたA350XWBが開発されたが、A330の改良型A330neoも開発が進行している。

### エアバスA220の製品
- ボンバルディア Cシリーズ

### 計画中の製品
- エアバスNSR

#### 水素燃料機など
温暖化ガスである二酸化炭素を排出しない、水素燃料を使うゼロエミッション（ZE）航空機を2035年までに事業化する構想を2020年に発表した。機体全体は従来の旅客機と似ているものの水素を使うガスタービンエンジンのジェット機やターボプロップ機のほか、全翼機の3モデルを想定している。このほか2020年4年にかけて、ハイブリッド型電動航空機E-FanXの実証試験を、ドイツのシーメンスやイギリスのロールスロイスとともに取り組んだ。

### 航空機の特徴

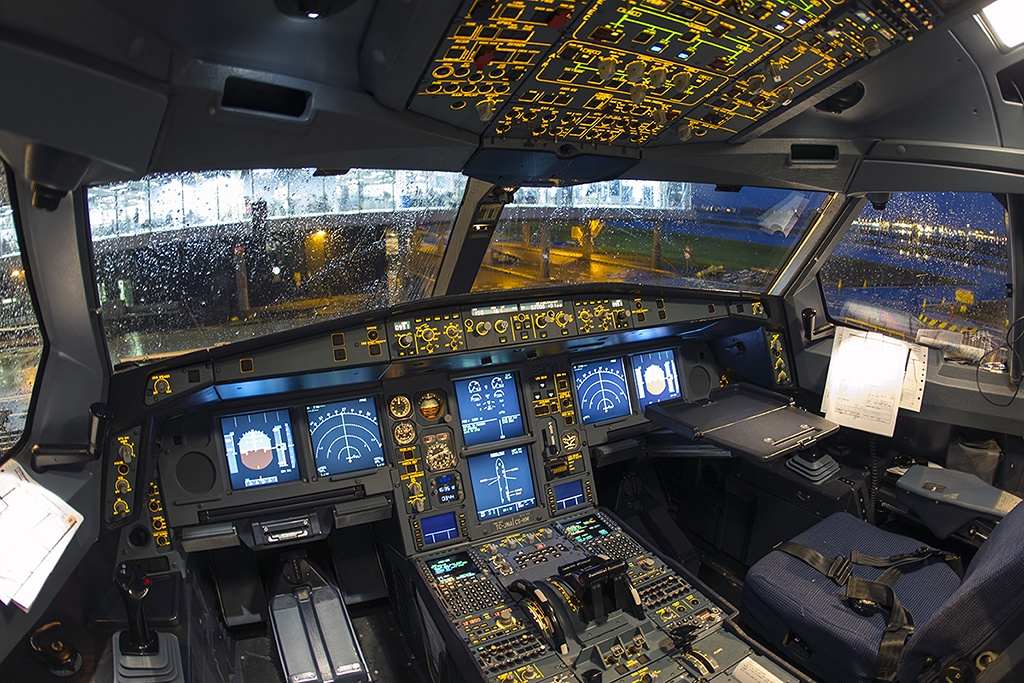
エアバス機の特徴である窓側に配置されたサイドスティックと、操縦席の正面のグラスコックピット（ターキッシュ エアラインズのA330-200の操縦席）

ボーイングと比べ新興の会社であるため、機体に先進的な設計思想や技術を取り入れ、斬新な機体設計が行われている。
エアバスA310にはフライ・バイ・ワイヤや電子式集中化航空機モニターなどの先進的なシステムを導入、エアバスA320に民間旅客機初となるデジタルフライ・バイ・ワイヤやグラスコックピット、サイドスティックによる機体操縦を導入したほか、機体に新素材を導入するなど次々と新機軸を採用した。その結果、機体の扱いやすさや燃費性能を向上させる事に成功し、これが1980年代後半からの同社の躍進に繋がった。
この動きを見たライバルのボーイングも自社機のハイテク化に取り組み始め、ボーイング777以降の機体でフライ・バイ・ワイヤを採用するなど、機体の設計思想にも影響を与えた。しかし両者の設計思想は対照的で、エアバスがフライ・バイ・ワイヤの採用により操縦デバイスをサイドスティック化し、コンピュータ制御によるメリットを全面的に取り入れた操縦システムを搭載したテクノロジー・ドリヴンを採用したのに対し、ボーイングがフライ・バイ・ワイヤ導入後も操縦桿にかつてのケーブル（索）やロッドによる機械的リンクを介して油圧アクチュエータを駆動させていた「重み」を擬似的に再現したマーケット・ドリヴンを採用しており、機械重視のエアバスと人間重視のボーイングといった色分けになっている。
エアバスがテクノロジー・ドリヴン路線を取った背景には、航空機の安全設計が向上した1980年代後半以降、飛行機事故の発生原因が機体の設計よりパイロットのミスや整備不良が原因となる事が多くなったからである。エアバスではこの実情に鑑み、パイロットのミスと思われる場合には手動操縦より自動操縦システムの設定が優先される仕様を取り入れていた。しかし、皮肉にもこの仕様が裏目に出る形で、1988年にエールフランス296便事故（エアバスA320）が、1994年にはアエロフロート航空593便墜落事故（エアバスA310）と中華航空140便墜落事故（A300-600R）が発生した。この結果、翌1995年の受注数が急激に落ち込む事になり、現在ではボーイングでも採用されている、操縦桿を操作すると自動操縦が解除される仕様に改修されている。
またエアバスは部品の供給や機体の一部制作、共同開発など、各国の航空機を手がけたい企業と提携関係をもつことでその国への利益の還元で販路を確保する戦略を打ち出し成功を収めている。この戦略は後にボーイングも真似ることとなり、新型機の開発に当たっては日本企業への積極的なアプローチなども行われている。
エアバス機には基本的に貨物室の火災警報装置が取り付けられていないが、これはフランスの航空法で義務付けられていないためである。しかし、火災警報装置の取り付けが義務化されているアメリカなどの国で運航している機体には、全て後付けされている。

## 日本において

### 民間向け製品
現在運用を行っている航空会社・機種は太字表記。
| 航空会社                       | 製品           | 稼働機数 | 導入機数 | 発注機数 | 導入年     | 引退年     | 備考                                                                             |
| ------------------------------ | -------------- | -------- | -------- | -------- | ---------- | ---------- | -------------------------------------------------------------------------------- |
| 日本エアシステム →日本航空     | A300B2         | 0        | 9        |          | 1981       | 2006       |                                                                                  |
| 日本エアシステム →日本航空     | A300B4         | 0        | 8        |          | 1988       | 2006       |                                                                                  |
| 日本エアシステム →日本航空     | A300-600R      | 0        | 22       |          | 1991       | 2011       |                                                                                  |
| 全日本空輸                     | A320-200       | 0        | 28       |          | 1991       | 2020       |                                                                                  |
| 全日本空輸                     | A320-200       | 0        | 5        |          | 2007       | 2012       | 国際線機材として導入。                                                           |
| 全日本空輸                     | A320-200       | 0        | 3        |          | 2013       | 2021       | 元バニラ・エアの機体、2019年にANAに移管。 LCC仕様でそのまま運航していた。        |
| 全日本空輸                     | A321-100       | 0        | 7        |          | 1998       | 2008       |                                                                                  |
| 全日本空輸                     | A321-200       | 4        | 4        |          | 2016       | 運用中     | A321neoが導入されるまでのつなぎ機材。 セール・アンド・リースバック方式での導入。 |
| 全日本空輸                     | A320neo        | 11       | 11       |          | 2016       | 運用中     |                                                                                  |
| 全日本空輸                     | A321neo        | 22       | 22       |          | 2017       | 運用中     |                                                                                  |
| 全日本空輸                     | A380-800       | 3        | 3        |          | 2019       | 運用中     | 東京/成田 - ホノルル路線専用機。 全機特別塗装機。愛称「フライング・ホヌ」。      |
| スターフライヤー               | A320-200       | 11       | 17       |          | 2006       | 運用中     |                                                                                  |
| スターフライヤー               | A320neo        | 1        | 1        | 2        | 2023       | 運用中     |                                                                                  |
| Peach Aviation                 | A320-200       | 11       | 28       |          | 2011       | 運用中     |                                                                                  |
| Peach Aviation                 | A320-200       | 6        | 12       |          | 2014       | 運用中     | 元バニラ・エアの機体、2019年にピーチに移管。                                     |
| Peach Aviation                 | A320neo        | 15       | 15       | 12       | 2020       | 運用中     |                                                                                  |
| Peach Aviation                 | A321LR         | 3        | 3        |          | 2021       | 運用中     |                                                                                  |
| ジェットスター・ジャパン       | A320-200       | 19       | 25       |          | 2012       | 運用中     |                                                                                  |
| ジェットスター・ジャパン       | A321LR         | 3        | 3        |          | 2022       | 運用中     |                                                                                  |
| エアアジア・ジャパン(現存せず) | A320-200       | 0        | 5        |          | 2012       | 2013       | 旧エアアジア・ジャパン。                                                         |
| エアアジア・ジャパン(現存せず) | A320-200       | 0        | 3        |          | 2017       | 2020       |                                                                                  |
| バニラ・エア                   | A320-200       | 0        | 18       |          | 2013       | 2019       | 3機はANAへLCC仕様のまま移管。 12機はピーチへ移管。                               |
| スカイマーク                   | A330-300       | 0        | 5        |          | 2014       | 2015       |                                                                                  |
| スカイマーク                   | A380-800       |          |          |          | キャンセル | キャンセル | 2010年に6機を発注、2014年にキャンセル。 製造済の2機はエミレーツ航空が購入。      |
| 日本航空                       | A350-900       | 15       | 16       | 3        | 2019       | 運用中     | 国内幹線用機材。 1機は事故で全損し抹消、代替機は2025年導入予定。                 |
| 日本航空                       | A350-900       |          |          | 20       |            |            | 中長距離国際線用機材。 2027年より導入予定。                                      |
| 日本航空                       | A350-1000      | 3        | 3        | 10       | 2024       | 運用中     | 長距離国際線用機材。                                                             |
| 日本航空                       | A321neo        |          |          | 11       |            |            | 国内準幹線用機材。 2028年より導入予定。                                          |
| スプリング・ジャパン           | A321-200 (PCF) | 3        | 3        |          | 2024       | 運用中     | 旅客改修貨物型機。 ヤマトホールディングス導入リース機。                          |

2001年にエアバスの100％子会社であるエアバス・ジャパンが設立され、日本国内でのでの販売を促すべく日本の航空会社、産業協力パートナー、他主要なステークホルダーとの関係強化を行っている。
1979年に日本エアシステム（JAS）の前身である東亜国内航空（TDA）から日本の民間航空会社としては初となるA300の受注を獲得。1987年には全日本空輸（ANA）からA320ceoの受注を受け取った。1995年に同社はA321-100も受注。
しかし日本の航空会社において、JASを吸収した日本航空（JAL）やANAなど大手が保有するジェット旅客機は次第に米ボーイング製の旅客機（737、747、767、777、787）に置き換えられ、ANAが保有するA320ceoの退役が2008年から開始、A321ceoの退役は2006年から開始し2008年には一時的に全退役。JALが保有するA300が経営破綻により2011年5月末に全機退役するなど日本国内のエアバス製の旅客機は少しずつ消滅しつつあった。一時はエアバス製の旅客機が日本の航空会社から完全に姿を消す可能性もあったが、2010年代からLCC市場を中心にエアバス製の旅客機を運用する日本の航空会社が増加した。2019年時点では、日本のLCC市場シェアの90%以上をエアバスが占めるとエアバス社は発表している。
また民間航空会社だけではなく、リース会社においてもエアバスは堅調に日本でのシェアを拡大させており、日本の航空機リース会社であるSMBCアビエーション・キャピタルが2019年1月にA320neoファミリーを65機発注し、合計発注数を181機に増加させるなどの実績を挙げている。

### ヘリコプター
エアバス・ヘリコプターズは日本の民間、官公庁ヘリコプター市場で50％以上のシェアを誇る。現在、日本では370機以上のエアバス製ヘリが100社以上の企業・個人によって運航され、防衛省や海上保安庁、朝日航洋、中日本航空、東邦航空などがエアバスのヘリコプターを運航している。防衛装備庁とは機体維持等に係る包括契約を締結しており、陸上自衛隊および海上自衛隊が保有するヘリコプターに対し万全のサポートを提供している。
エアバス・ヘリコプターズ・ジャパンは外資系航空機メーカーとして日本で唯一整備施設を擁する企業、かつ経済産業省より研究開発のハブセンターとして認定された日本の航空宇宙産業界で最初の外資系企業であり、救急医療（EMS）、警察、報道取材や官公庁向けヘリコプターの販売からアフターサービスまで総合的なサービスを提供している。兵庫県の神戸空港（マリンエア）に事業所が存在し、アジア太平洋地域のエンジニアリング拠点としての役目を担っている。2020年初頭に神戸空港事業所の格納庫増築が完了、整備施設が60％増加した。
また、日本企業との最大の共同プロジェクトの一つとして川崎重工業との小型ヘリコプター、H145/BK117の共同開発が挙げられる。H145ファミリー（BK117、 EC145、H145）は2019年現在世界中で1,350機以上が運航され、総飛行時間は550万時間以上にのぼる。

### 宇宙開発
日本の人工衛星でもエアバス社は最先端部品の提供、共同開発などを行っている。NECスペーステクノロジーや三菱電機、住友電気工業とは協力関係にある。

### 日本企業・研究機関との連携
100社以上の日本企業がエアバスの様々なプログラムに参加しており、SUBARU、JAMCO、川崎重工業、三菱重工業、新明和工業、帝人、東レなどがエアバス社の産業パートナーとなっている。
またエアバス社は研究開発でも宇宙航空研究開発機構（JAXA）をはじめ日本の様々な研究機関や大学と協力関係を持つ。2018年には東京大学と「エアバス・ユニバーシティ・パートナーシップ・プログラム」を締結。このプログラムでは将来の航空宇宙業界を担う若者達の育成に取り組んでいる。
なお、日本ではかつてニチメン（現・双日）がエアバスの総代理店を手がけていたことがあった。ちなみに双日のもうひとつの前身、日商岩井がボーイングの代理店である。

## 受注と納入
| 機体             | 受注   | 納入   | 運用中 | 未受領 |
| ---------------- | ------ | ------ | ------ | ------ |
| エアバスA220     | 537    | 57     | 57     | 480    |
| エアバスA300     | 561    | 561    | 237    | 0      |
| エアバスA310     | 255    | 255    | 70     | 0      |
| エアバスA320ceo* | 8,135  | 7,970  | 7,922  | 165    |
| エアバスA320neo* | 6,471  | 635    | 635    | 5,836  |
| エアバスA330ceo* | 1,496  | 1,436  | 1,400  | 60     |
| エアバスA330neo* | 238    | 3      | 3      | 235    |
| エアバスA340*    | 377    | 377    | 265    | 0      |
| エアバスA350     | 894    | 235    | 235    | 659    |
| エアバスA380     | 321    | 234    | 232    | 87     |
| 合計             | 19,340 | 11,763 | 10,716 | 7,577  |

*のつく機体は全てのモデルを含む。
2018年12月31日現在のデータ。

## 空軍向け製品

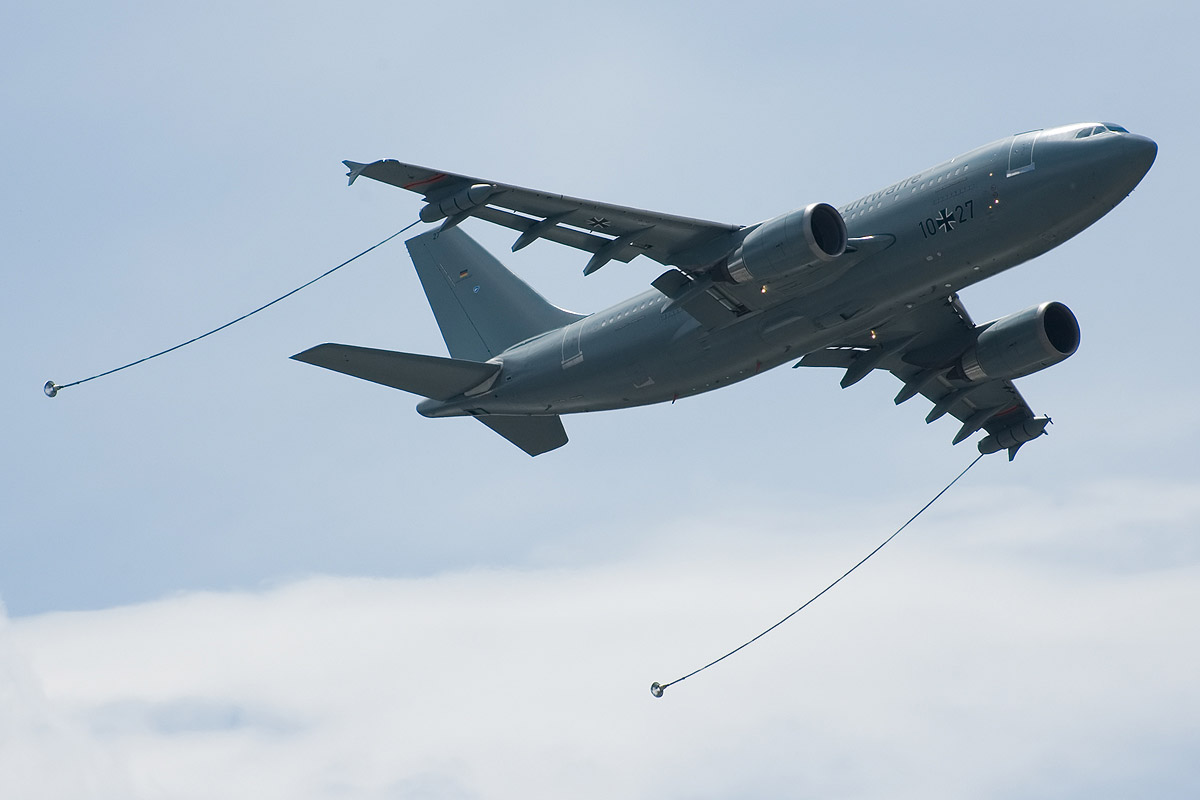
エアバス A310 MRTT
給油を行うため、ドローグを放出し曳行している状態である。

エアバス A310 MRTT
多目的空中給油機・輸送機。A310-300を改造。
エアバス A330 MRTT
多目的空中給油機・輸送機。A330-200を改造。
エアバス A400M
輸送機C-130の代替機としてイギリス、ベルギー、フランス、ドイツ、ルクセンブルク、スペイン、トルコなど北大西洋条約機構（NATO）加盟諸国の支援を受けて開発されたターボプロップ軍用輸送機。1999年1月にエアバスはターボプロップエンジンを動力とする軍用輸送機の開発と生産を行うため、エアバス・ミリタリー SL (Airbus Military Sociedad Limitada) を設立した。

## 賄賂
2020年2月4日、航空機の売買契約を巡り世界各国の政府関係者らに賄賂を繰り返していた問題で米英仏の捜査機関と計約4300億円の罰金を払う事で合意したが、日本にいる関係者に違法な金が渡った疑いがあるとの報道は「事実ではない」と否定した。

## 国際的な製造拠点

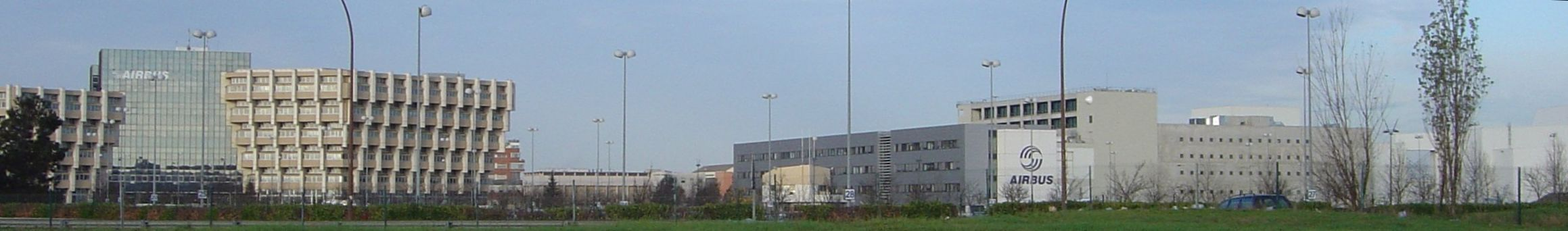
トゥールーズ空港に隣接する主力工場

- フランス トゥールーズ (A320, A330, A350, A380)
- ドイツ ハンブルク (A320)
- スペイン セビリア (A400M)
- 中国 天津 (A320)
- アメリカ合衆国 アラバマ州モービル (A320)

| 国             | 従業員    | 部品業者の従業員 |
| -------------- | --------- | ---------------- |
| フランス       | 19,358人  | to be added      |
| ドイツ         | 18,423人  | to be added      |
| イギリス       | 8,688人   | to be added      |
| スペイン       | 2,726人   | to be added      |
| アメリカ合衆国 | 405人+    | 120,000人        |
| 中華人民共和国 | 100人+    | to be added      |
| 総計           | 49,700人+ |                  |

### 各拠点の従業員
(2006年12月31日のデータ)
| エアバスの拠点 ¹                                       | 国       | 従業員数 |
| トゥールーズ (トゥールーズ, コロミエ, ブラニャック)    | フランス | 16,992   |
| ハンブルク (en:Finkenwerder, シュターデ, en:Buxtehude) | ドイツ   | 13,420   |
| Broughton, フリントシャー, ウェールズ                  | イギリス | 5,031    |
| ブリストル (フィルトン), イングランド                  | イギリス | 4,642    |
| ブレーメン                                             | ドイツ   | 3,330    |
| マドリッド (ヘタフェ, Illescas)                        | スペイン | 2,484    |
| サン＝ナゼール                                         | フランス | 2,387    |
| en:Nordenham                                           | ドイツ   | 2,086    |
| ナント                                                 | フランス | 1,996    |
| Albert (en:Méaulte)                                    | フランス | 1,288    |
| en:Varel                                               | ドイツ   | 1,191    |
| en:Laupheim                                            | ドイツ   | 1,116    |
| カディス (プエルト・レアル)                            | スペイン | 448      |
| ワシントンD.C. (Herndon, Ashburn)                      | USA      | 422      |
| 北京                                                   | 中国     | 150      |
| ウィチタ                                               | USA      | ?        |
| モービル (アラバマ州)                                  | USA      | ?        |
| マイアミ (マイアミ スプリングス)                       | USA      | ?        |
| セビリア                                               | スペイン | ?        |
| モスクワ                                               | ロシア   | ?        |
| 天津市                                                 | 中国     | 計画     |
| 総計                                                   |          | 56,966+  |

¹都市名、国名の順番で表記、括弧内に厳密な地名を表記

## テレビ番組
- 日経スペシャル ガイアの夜明け 大空の覇権争い 〜ボーイングVSエアバス〜（2005年7月19日、テレビ東京）[32]